# Bas
Pour les articles homonymes, voir BAS.
Le terme « bas » est le diminutif de « bas de chausse » (distinct de hauts-de-chausses), qui désignait la partie des vêtements masculins recouvrant la jambe du pied au genou.
De nos jours, « bas » désigne une chaussette longue[réf. nécessaire] et fine utilisée par les femmes pour tenir chaud, par souci d'élégance ou de séduction. Anciennement en laine, en soie, ou en nylon, il peut être très fin (8 ou 10 deniers) et presque transparent (bas voile), avec ou sans couture, ou légèrement plus épais (bas mousse) et élastique par l'adjonction de Lycra, mais également opaque jusqu'à 70 deniers ou plus. Le bas gaine la jambe depuis le pied jusqu'en haut de la cuisse, à la différence du collant qui comporte une culotte attenante.
Au Québec, au Nouveau-Brunswick et en Belgique francophone, le terme « bas » désigne aussi les chaussettes courtes.

## Histoire

### Origines
À l'origine vêtement masculin porté par les Scythes et autres peuples orientaux, l'on trouve sa représentation sur les bas-reliefs de la cité de Persépolis où il fait partie des présents offerts aux souverains de l'empire dès le VIe siècle av. J.-C.

### Nylon

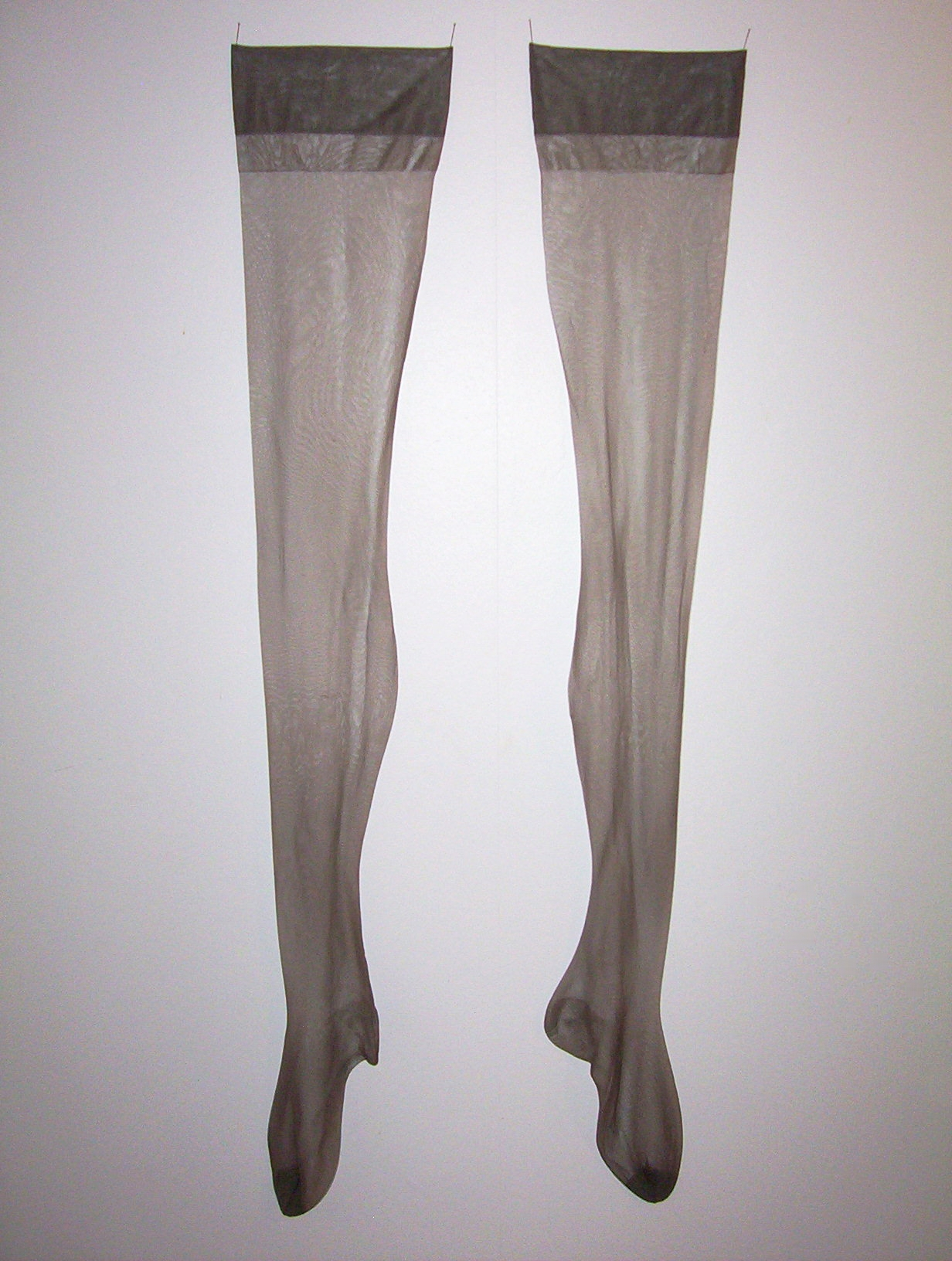
Bas en nylon.

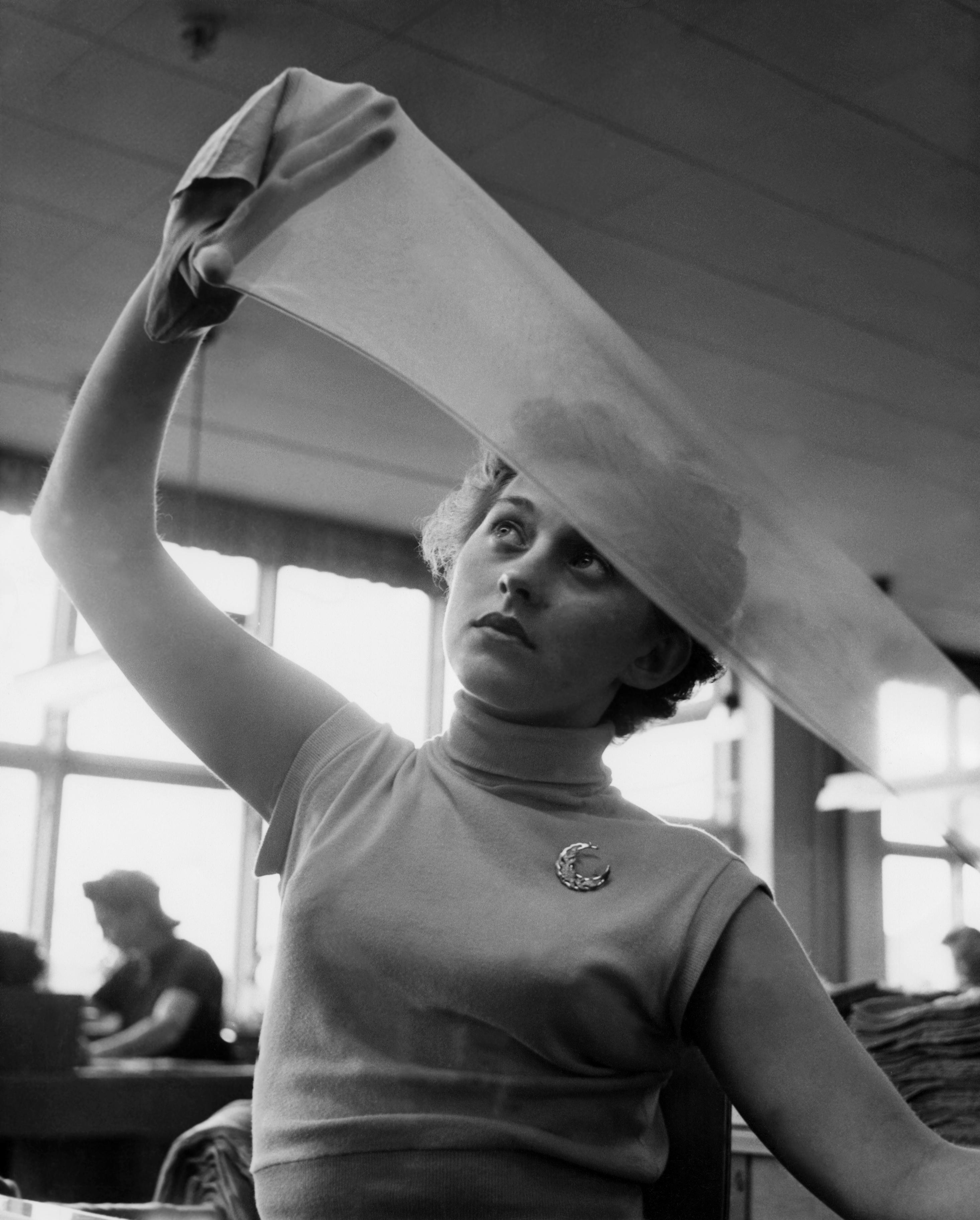
Contrôle de l'absence de défaut d'un article, dans une manufacture de bas, à Malmö en Suède, en 1954.

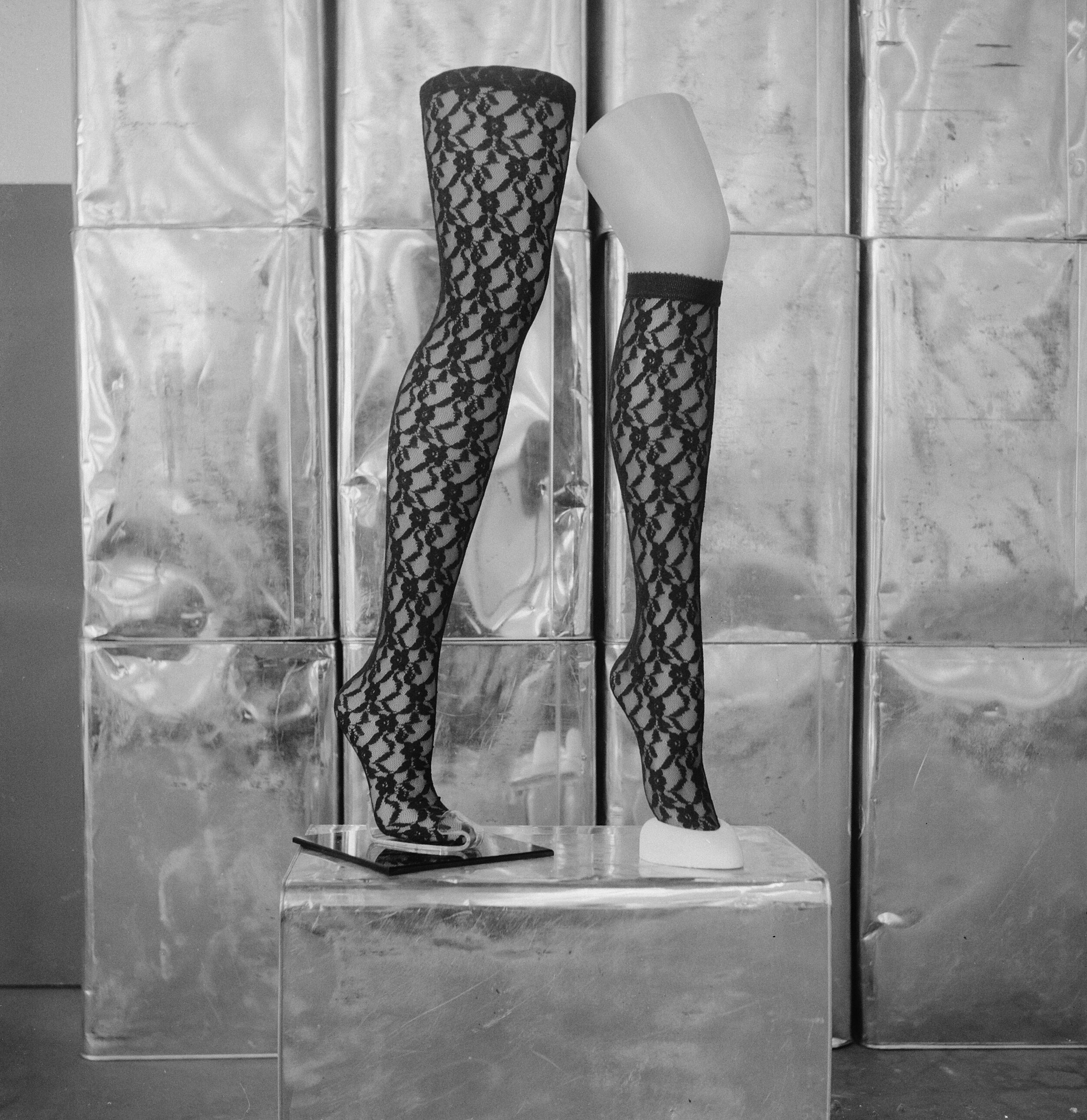
Bas innovants, exposés sur des supports à la Huishoudbeurs, aux Pays-Bas, en 1964.

Vers les années 1920, la soie d'Extrême-Orient connait une pénurie d'approvisionnement aux États-Unis ; les Américains vont alors chercher à substituer d'autres produits à cette fibre.
Jusqu'aux années 1930, la fabrication d'une paire de bas est longue, les métiers à tisser « à plat », inventés par un Anglais, ne permettent que la fabrication d'un unique bas diminué et proportionné (technique dite Fully Fashioned en anglais), bas qui doit ensuite être cousu à la main. En France dans les années 1930, la production de bas de soie, qui est alors concentrée dans les Cévennes, s'équipe de métiers à tisser plus performants. La coûteuse soie naturelle servant à fabriquer les bas est peu à peu remplacée par la soie artificielle, la rayonne (à base de viscose), matière grossière, chaude, froissable, et opaque fabriquée à partir des fibres de cellulose des arbres.
DuPont invente le nylon en 1935. Les premiers bas en nylon appelés « bas en soie synthétique » sont vendus le 15 mai 1940 à New York, avec l'argument qu'ils étaient censés ne plus filer. Moins chers que ceux en soie, ils deviennent aussi plus transparents : finesse, légèreté, résistance, mais également rigidité, caractérisent les bas en nylon qui remplacent peu à peu les bas en rayonne. Les jupes sont, à l'époque, très longues, les bas sont courts… et uniquement de couleur beige jusque dans les années 1960.
Durant la Guerre et la pénurie qui en découle, le nylon servant à fabriquer parachutes, tentes, et pneus, les bas sont rares voire inexistants : les femmes se teintent les jambes au thé et tracent au crayon le trait imitant la couture du bas. DuPont a converti ses machines pour la fabrication de cordages ou parachutes. En 1942, les Américaines mettent leurs bas aux enchères pour soutenir l'effort de guerre. Ces mêmes Américaines voient également la pénurie de bas en soie naturelle, celle-ci étant importée du Japon,. Le marché noir bat son plein.
À la fin de la guerre, les Alliés arrivent en France avec, dans le paquetage des G.I., les chewing-gums, les cigarettes américaines, le jazz, les barres de chocolat, les pin-ups et les fameux bas en nylon ; ceux-ci servent de monnaie d'échange en territoire libéré de l'occupation allemande. La demande mondiale explose, des quotas doivent être imposés. Mais alors, se vêtir en France reste difficile, la socquette reste prédominante sur le bas.
Après la guerre, Rhodia devient un fournisseur incontournable de fil de nylon, l'épicentre de la production nationale se déplace peu à peu des Cévennes à la région de Troyes, la France est un leader mondial du bas. Le bas d'origine américaine reste irrégulier, les fabricants français revendiquent une qualité irréprochable. Schiaparelli, Dior dès 1949, la plupart des grandes Maisons vendent des bas. Celui-ci n'est pas un produit jetable, des ateliers de remaillage à la main sont partout : le bas nylon reste un produit cher, luxueux, se distinguant entre autres par les finitions décoratives apportées au talon renforcé. De 70 à 50 deniers juste après la Libération, le bas devient rapidement de plus en plus fin pour atteindre 30 puis 15 deniers au début des années 1950. En 1955, 185 entreprises fabriquent des bas couture ; ce sera 220 dix ans plus tard.
Au milieu des années 1950 est inventé le bas sans couture, avec ou sans renfort, fabriqué sur un métier circulaire. Les métiers à bas « couture » Fully Fashioned vont disparaitre peu à peu,. L'après-guerre est une période d'évolutions : en chauffant le nylon, les industriels découvrent qu'ils peuvent rendre celui-ci élastique. Du nylon, la production utilise progressivement la mousse polyamide, pour finalement intégrer plus tard l'Élasthanne (le Lycra inventé par DuPont). Le bas sans couture fabriqué en grande quantité voit son prix chuter, rendant le produit plus accessible. Bas Dimanche qui deviendra Dim commercialise les bas en lots dès 1962. Le bas sera populaire jusqu'au milieu des années 1960 où le développement des collants va le faire oublier quelque temps, d'autant plus que ces derniers permettent le port de la minijupe réinventée par Mary Quant, popularisée par la suite grâce à Courrèges. Les collants, beaucoup plus pratiques puisque sans jarretelle ni jarretière, connaissent dès 1966 un succès quasi immédiat. « Avec l’arrivée de la pilule, les femmes se sont réapproprié leur corps et ont mis un terme à la disponibilité permanente de leur intimité. Celle-ci disparaît alors derrière trois couches de vêtements : la culotte, le collant, puis le pantalon », précise l'historienne Catherine Örmen.

### De nos jours
Après le règne des collants, la principale motivation des femmes qui portent des bas semble être la volonté de séduction et d'élégance. Dans les années 1980, Chantal Thomass crée une collection où les bas et le porte-jarretelles apparaissent comme sexy. Thierry Mugler à la même époque les impose dans ses défilés. Ces derniers seront particulièrement présents les années suivantes lors de l'avènement du porno-chic popularisé notamment par le photographe Helmut Newton. Dans les années 2000, John Galliano pour Dior en fait un élément principal d'une collection haute couture.
Au début du XXIe siècle, le succès du néo-burlesque relève encore la popularité des bas. De nos jours[Quand ?], certaines marques comme Gerbe ou Cervin commercialisent encore le traditionnel bas nylon dit « bas à diminution » ou « bas couture » à couture réalisée manuellement, avec pointe et talon renforcé, tel que celui du milieu du siècle dernier. Des marques proposent des bas avec une couture surpiquée. La production européenne de masse est maintenant majoritairement d'origine italienne.

#### En France
Il ne reste en France plus que quelques anciens métiers à tisser capables de fabriquer des bas couture. Des marques d'après guerre comme Cornuel, Vamp, Exciting, ou Montagut, seul Le Bourget, en étant précurseur des tendances, a su perdurer de façon notable[réf. nécessaire].

## Types de bas

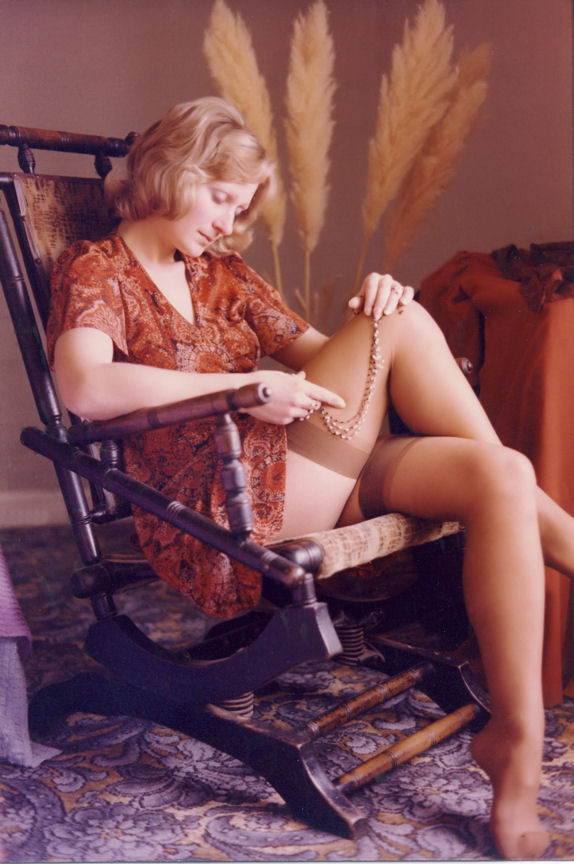
Femme assise portant des bas.

Il existe principalement deux types de bas :
- les bas « classiques » ou « ordinaires » nommés « bas jarretelles » : ils nécessitent un porte-jarretelles (ou un serre-taille), une guêpière ou une jarretière pour rester tendus.
- les bas « auto-fixants » parfois nommés « bas jarretières » : ils tiennent seuls en haut de la cuisse au moyen d'une bande de dentelle anti-glisse (bande caoutchoutée sur l'intérieur ou simple bande élastique).

Le type de tissu utilisé pour les bas est également un critère de distinction et d'appellation, comme les bas résilles, les bas de soie, etc.
Au Canada et en Belgique, le terme de « bas-culotte » est synonyme de collants.